# 張瓈文
張瓈文（英語： Chang Li-Wen, 1995年2月27日—)，台灣排球運動員，位置為副攻手，目前效力於日本V2聯賽隊伍 Brilliant Aries。畢業於國立台灣師範大學，於2020年東京奧運資格賽擔任中華台北隊隊長。曾效力於企業排球聯賽匯竑國際、中國人纖。

## 職業生涯
張瓈文身高176公分，在關渡國小三年級時被學校老師相中加入排球隊，後來妹妹張瓈婷也跟隨姐姐的腳步加入排球隊。張瓈文就讀內湖高中時是校隊大砲手，張瓈婷則是輔助攻擊手，後來加入匯竑國際女排隊，之後轉戰中國人纖隊，擔任副攻手。

### 企業排球聯賽

#### 匯竑國際
於2013年-2014年（企業九年）效力於企業排球聯賽匯竑國際女排，例行賽獲得第三名。

#### 中國人纖
於2014年-2021年（企業十年至企業十六年）效力於企業排球聯賽中國人纖女排，共七個賽季，例行賽獲得七次第二名，更於企業十一年獲得挑戰賽冠軍。

### 旅外

#### Altay VC女排
於2021年-2022年效力於哈薩克聯賽Altay VC女排二隊，在國家隊總教練黑葛原浩二的牽線下加盟。同時是21-22賽季台灣旅外排球選手第四人，另外三位分別為在日本聯賽的張育陞、陳建禎，以及在西班牙聯賽的吳政陽。為台灣女排歷史上第一位旅哈薩克的女排選手。

#### Brilliant Aries
於2022年-2023年效力於日本V2聯賽Brilliant Aries。同時是22-23賽季台灣旅日排球選手第三人，另外兩位分別為張育陞以及陳建禎。成為台灣女排歷史上，繼1984年的邱金治選手，第二位旅日的女排選手。

## 比賽成績

### 大專盃
- 2013年大專排球聯賽 第一名🥇
- 2014年大專排球聯賽 第一名🥇
- 2015年大專排球聯賽 第一名🥇（6連霸）

## 外部連結
- 張瓈文的Facebook專頁
- 張瓈文的Instagram帳戶